# Samsun-Çarşamba repülőtér
A Samsun-Çarşamba repülőtér (IATA: SZF, ICAO: LTFH) Törökország egyik kisebb jelentőségű nemzetközi repülőtere, amely Samsun közelében található. Éves utasforgalma 1 228 398 fő (2022).

## Légitársaságok és úticélok
2023-ban a Samsun-Çarşamba repülőtérről az alábbi járatok indulnak:
| Légitársaság      | Célállomások |
| ----------------- | --- |
| AnadoluJet        | Ankara, Istanbul–Sabiha Gökçen |
| Corendon Airlines | Szezonális: Düsseldorf, Hannover |
| Eurowings         | Szezonális: Düsseldorf |
| Fly Baghdad       | Szezonális: Baghdad |
| Iraqi Airways     | Baghdad |
| Pegasus Airlines  | Istanbul–Sabiha Gökçen, Izmir Szezonális: Düsseldorf |
| SunExpress        | Antalya, Düsseldorf, Izmir Szezonális: Berlin, Frankfurt, Hannover, Köln-Bonn (kezdődik 2024 június 26-tól), München (kezdődik 2024 május 23-tól), Stuttgart, Bécs |
| Turkish Airlines  | Istanbul Szezonális: Berlin, Köln/Bonn, Hamburg, Hannover, München, Stuttgart, Bécs                                                                                |
| UR Airlines       | Baghdad |

## Futópályák
A repülőtér futópályái:
- 13/31

## Forgalom
Az utasforgalom az elmúlt években az alábbi módon változott:
| Utasok száma | 555 796 | 866 862 | 957 391 | 1 237 691 | 1 522 058 | 1 522 058 | 1 175 525 | 1 517 013 | 882 869 | 1 228 398 |
|              | 2007    | 2009    | 2010    | 2012      | 2014      | 2015      | 2017      | 2019      | 2020    | 2022      |